# Um país, dois sistemas
"Um país, dois sistemas" (em mandarim: 一国两制) é um princípio constitucional da República Popular da China que se aplica sobre a administração governamental de Hong Kong e de Macau. A ideia foi originalmente proposta por Deng Xiaoping, então líder da China para a unificação total do país e foi implementada durante os anos de 1997 e 1999.

## História
Em 1984, Deng Xiaoping propôs aplicar o princípio em Hong Kong em negociações com a primeira-ministra britânica Margaret Thatcher sobre o futuro de Hong Kong quando o contrato de arrendamento dos Novos Territórios (incluindo Nova Kowloon) de Hong Kong para o Reino Unido expirasse em 1997. O mesmo princípio foi proposto nas conversações com Portugal sobre Macau.
O princípio é que, após a reunificação, apesar da prática do socialismo na China continental, Hong Kong e Macau, que eram antigas colônias do Reino Unido e de Portugal, respectivamente, poderiam continuar a praticar o capitalismo sob um alto nível de autonomia por 50 anos após a reunificação.
O estabelecimento dessas regiões, chamadas de Regiões Administrativas Especiais, é autorizado pelo artigo 31 da Constituição da República Popular da China, que diz que o Estado pode estabelecer essas regiões quando necessário, e que os sistemas a serem instituídos nelas devem ser decidido por lei decretada pela Assembleia Popular Nacional.

## Estrutura
As duas RAEs de Hong Kong e Macau são responsáveis por seus assuntos domésticos, incluindo, mas não limitado a: ao Judiciário e tribunais de apelação final, imigração e alfândega, finanças públicas, moedas e extradições. As relações diplomáticas e defesa nacional das duas RAEs são, no entanto, responsabilidade do Governo Popular Central em Pequim.
Hong Kong continua a utilizar a lei comum inglesa. Macau continua a utilizar o sistema de direito civil português.

### Implementação
Em Hong Kong, o sistema foi implementado através da Lei Básica de Hong Kong, que serve como uma miniconstituição da região e é consistente com a Declaração Conjunta Sino-Britânica. Leis similares são aplicadas em Macau. Sob as respectivas leis básicas, as RAEs têm um alto nível de autonomia e gozam de Poder Executivo, Legislativo e Judiciário independentes, incluindo aquele do julgamento final. Formulam suas próprias políticas monetárias e financeiras, mantêm suas próprias moedas, formulam suas próprias políticas nas áreas de educação, cultura, esportes, etc. dentro da estrutura das leis básicas.
Como estipulado pelas leis básicas, enquanto o Governo Popular Central da RPC é responsável pelas relações exteriores e defesa em relação às RAEs, representantes dos governos das RAEs podem participar como membros de delegações da RPC, em negociações diplomáticas que afetam diretamente as Regiões, e em outras organizações internacionais ou conferências limitadas a Estados e afetando a região. Para aquelas organizações internacionais e conferências não limitadas a Estados, as RAEs podem participar usando os nomes nos formatos de Hong Kong, China e Macau, China. Como são entidades econômicas diferentes, tanto a RAE de Hong Kong quanto a de Macau são membros da Organização Mundial de Comércio. Hong Kong também é uma das economias-membras da APEC.[carece de fontes?]
As leis básicas também fornecem proteção constitucional para vários direitos humanos fundamentais e liberdades. Alguns observadores internacionais e organizações de direitos humanos expressaram preocupação sobre o futuro da liberdade de expressar opiniões políticas e no futuro da liberdade de Hong Kong. Eles consideraram, por exemplo, o Artigo 23 da Lei Básica de Hong Kong (que foi revogado devido à oposição em massa), que poderia ter reduzido liberdades. Alguns também criticaram a influência de Pequim nos desenvolvimentos democráticos em Hong Kong, que poderia reduzir a autonomia da RAE.

## Propostas de implementação

### Taiwan
O sistema também foi proposto pelo governo da RPC para Taiwan, mas o governo da  República da China recusou a oferta (também já foi dito que o sistema foi inicialmente concebido para Taiwan). Já foram propostas também alterações para um sistema militar taiwanês. O conceito de um país, dois sistemas tende a ser muito impopular em Taiwan, com enquetes mostrando 80% de oposição à ideia contra apenas 10% de apoio. Todos os maiores partidos do país, incluindo aqueles que tendem a apoiar a reunificação chinesa, são fortemente contra um país, dois sistemas. Um dos poucos taiwaneses que apoiaram publicamente a ideia foi o romancista Li Ao.[carece de fontes?]

### Tibete
O 14º Dalai Lama, Tenzin Gyatso, expressou interesse em utilizar o princípio para governar o Tibete. Ele disse que sob tal sistema ele retornaria de seu exílio à região. O governo da RPC, no entanto, vê "um país, dois sistemas" como inaplicável ao Tibete, porque a posição oficial do governo chinês é que o Tibete tem sido uma região politicamente integrada dentro da China desde a época da Dinastia Qing e a China reivindica as antigas posses imperiais chinesas, além do receio de que o princípio sirva como ponte para uma independência formal tibetana.